# 南开大学出版社
南开大学出版社是位于中国天津市的出版社，是隶属于南开大学的大学出版社。

## 历史
南开大学出版社初创于1929年，1936年10月日軍侵略华北时停办。1983年，经中华人民共和国国家教育委员会和中华人民共和国文化部批准，南开大学出版社恢复重建。南开大学出版社出书范围包括社会科学、自然科学、医学、艺术等多门类的教材、教参、学术专著、译著及工具书，其中以经济、管理、旅游、计算机、语言、历史、哲学、化学、生物、物理等学科图书为重点。